# Mourad Satli
Mourad Satli (29 januari 1990) is een Franse verdediger die op december 2016 een contract tekende bij NA Hussein Dey. Hij heeft ook de Algerijnse nationaliteit.

## Statistieken
| Seizoen         | Club                   | Competitie              | Competitie | Competitie | Play-offs | Play-offs | Beker | Beker | Europa | Europa | Totaal | Totaal |
| Seizoen         | Club                   | Competitie              | Wed.       | Dlp.       | Wed.      | Dlp.      | Wed.  | Dlp.  | Wed.   | Dlp.   | Wed.   | Dlp.   |
| --------------- | ---------------------- | ----------------------- | ---------- | ---------- | --------- | --------- | ----- | ----- | ------ | ------ | ------ | ------ |
| 2008-2009       | RC Strasbourg II       | Championnat National    | 11         | 0          | —         | —         | 0     | 0     | —      | —      | 11     | 0      |
| 2009-2010       | RC Strasbourg II       | Championnat National    | 25         | 0          | —         | —         | 0     | 0     | —      | —      | 25     | 0      |
| 2010-2011       | Sporting Charleroi     | Jupiler Pro League      | 0          | 0          | 0         | 0         | 0     | 0     | —      | —      | 0      | 0      |
| 2010-2011       | → Boussu Dour Borinage | Tweede klasse           | 32         | 0          | 0         | 0         | 0     | 0     | —      | —      | 32     | 0      |
| 2011-2012       | Sporting Charleroi     | Tweede klasse           | 13         | 0          | 0         | 0         | 1     | 0     | —      | —      | 14     | 0      |
| 2012-2013       | Sporting Charleroi     | Jupiler Pro League      | 22         | 0          | 6         | 0         | 2     | 0     | —      | —      | 30     | 0      |
| 2013-2014       | Sporting Charleroi     | Jupiler Pro League      | 19         | 1          | 3         | 0         | 0     | 0     | —      | —      | 22     | 1      |
| 2014-2015       | Petrolul Ploiești      | Liga 1                  | 25         | 0          | —         | —         | 5     | 0     | 1      | 0      | 31     | 0      |
| 2015-2016       | KV Mechelen            | Jupiler Pro League      | 4          | 0          | 0         | 0         | 0     | 0     | —      | —      | 4      | 0      |
| 2016-2017       | NA Hussein Dey         | Ligue Professionnelle 1 | 12         | 0          | —         | —         | 1     | 0     | —      | —      | 13     | 0      |
| 2017-2018       | Red Star FC            | Championnat National    | 25         | 3          | —         | —         | 2     | 0     | —      | —      | 27     | 3      |
| 2018-2019       | Red Star FC            | Ligue 2                 | 16         | 0          | —         | —         | 2     | 1     | —      | —      | 18     | 1      |
| 2018-2019       | Umm-Salal SC           | Qatari League           | 5          | 0          | —         | —         | 0     | 0     | —      | —      | 5      | 0      |
| Carrière totaal | Carrière totaal        | Carrière totaal         | 209        | 4          | 9         | 0         | 13    | 1     | 1      | 0      | 231    | 5      |